# Naomi Battrick
Naomi Faye Battrick (Kettering, 11 de abril de 1991) es una actriz británica, conocida principalmente por su interpretación de Jocelyn Castell, en la serie británica Jamestown. También ha aparecido en otras producciones como Crossing Lines, Waterloo Road, Un escándalo muy inglés, Whisky Galoreǃ y El Titán.

## Biografía
Naomi Battrick nació el 11 de abril de 1991 en Kettering, una pequeña localidad del distrito de Kettering, en el condado de Northamptonshire (Inglaterra).
Su primera aparición en televisión fue en 2008, en un papel como invitada en el episodio Over the Limit de la serie británica Policía de barrio (The Bill) donde interpretaba el personaje de Miranda Roscoe. Después, en 2009, obtuvo el papel de Toyah Swann en la serie de comedia musical de la CBBC My Almost Famous Family, protagonizado junto a Dominique Moore y Rakie Ayola. La serie giraba en torno a una banda de música familiar que forma parte de un programa de chat. La serie se canceló en noviembre de 2009 después de únicamente una temporada.
En 2012, hizo su debut cinematográfico en el cortometraje Stray y después en la película Una noche, una película de suspense y drama de ambientación cubana escrita y dirigida por Lucy Mulloy, donde interpreta el papel secundario de Tiffany. Después, Battrick hizo apariciones recurrentes y como invitada en series de televisión como Casualty, Benidorm, luego tuvo un papel en cinco episodios de la serie The Indian Doctor, un drama británico ambientado en la década de 1960, protagonizado por Sanjeev Bhaskar como un médico que trabaja en un pueblo minero de Gales del Sur. Ese mismo año también tuvo un papel recurrente interpretando a Grace Jacobs en Doctors. También ha aparecido en películas, incluida la película de suspense de 2012 Blood (El secreto de la isla) como Miriam Fairburn.
En 2013, apareció en dos episodios de la primera temporada de la serie de comedia Some Girls, al año siguiente tuvo un papel invitado en la serie Ripper Street. En enero de 2014, se unió al elenco del drama escolar de la BBC One Waterloo Road, donde apareció como la recién llegada Gabriella Wark, en 2015 apareció en la tercera temporada de Crossing Lines como la psicóloga forense del ICC Eleanor «Ellie» Delfont-Bogard, un año después, en 2016 interpretó el papel de Grier Murston en la miniserie de dos episodios Stonemouth.
En 2016, participó en tres películasː la comedia británica Whisky Galore!, una nueva versión de la película de 1949 del mismo título, basada en la novela del escritor escocés Compton Mackenzie, dirigida por Gillies MacKinnon. en la coproducción franco-holandesa Brimstone. La hija del predicador un Western escrito y dirigido por Martin Koolhoven donde interpreta el papel de la narradora de la historia y el melodrama británico Cuando yo no esté (Mum’s list) donde interpreta la versión adolescente de Rachel (interpretado por Elaine Cassidy).
Entre 2017 y 2019 interpretó el papel de Jocelyn Woodbryg, la Sra, luego viuda de Samuel Castell en el drama de época de Sky One Jamestown. La serie se centra en la historia de tres mujeres que son enviadas a Jamestown (el primer asentamiento inglés en América en el siglo XVII) para casarse con los hombres que colonizaron el asentamiento doce años antes de su llegada. En 2020, interpretó a la Dra. Naomi Benford en un episodio de la serie dramática de detectives Endeavour, protagonizada por Shaun Evans y Roger Allam. Ese mismo año, participó en la película de suspense y crimen El asesino de las postales (The Postcard Killings) como Marina Haysmith / Sylvia Randolph.
En diciembre de 2022, se unió al elenco de la película Anna, que trata sobre la vida y la muerte de la periodista opositora rusa Anna Politkóvskaya, en sustitución de Emma D'Arcy que debió abandonar el proyecto debido a problemas de agenda. Posteriormente el proyecto fue renombrado como Words of War.

## Filmografía

### Cine
| Año  | Título                            | Papel                             | Notas        | Ref.   |
| ---- | --------------------------------- | --------------------------------- | ------------ | ------ |
| 2011 | Stray                             | Jen                               | Cortometraje |        |
| 2012 | Una Noche                         | Tiffany                           |              |        |
| 2012 | Blood                             | Miriam Fairburn                   |              |        |
| 2013 | Orbit Ever After                  | La chica                          | Cortometraje |        |
| 2014 | Down Dog                          | Ella                              |              |        |
| 2014 | Counting Backwards                | Jean                              | Cortometraje |        |
| 2015 | Cherry Tree                       | Faith Maguire                     |              |        |
| 2016 | Whisky Galore!                    | Peggy Macroon                     |              |        |
| 2016 | Brimstone. La hija del predicador | Older Sam                         |              |        |
| 2016 | Cuando yo no esté                 | Rachel (adolescente)              |              | [ 10 ] |
| 2017 | Lost in London                    | Emily                             |              |        |
| 2018 | El Titán                          | Rayenne Gorski                    |              |        |
| 2018 | Pose                              | Lucy                              | Cortometraje |        |
| 2020 | The Postcard Killings             | Marina Haysmith / Sylvia Randolph |              | [ 12 ] |
| 2022 | Helvellyn Edge                    | Jueza                             |              | [ 15 ] |
| 2023 | Bank of Dave                      | Henrietta                         |              | [ 16 ] |
| 2025 | Words Of War                      | Vera Politkóvskaya                |              | [ 14 ] |

### Televisión
| Año       | Título                    | Papel                | Notas                                           | Ref.   |
| --------- | ------------------------- | -------------------- | ----------------------------------------------- | ------ |
| 2008      | The Bill                  | Miranda Roscoe       | Episodio: «Over the Limit»                      |        |
| 2009      | My Almost Famous Family   | Toyah Swann          | Papel principalː 11 episodios                   |        |
| 2012      | The Indian Doctor         | Verity Todd          | Papel recurrenteː 5 episodios                   |        |
| 2012      | Benidorm                  | Hermione             | Episodio 5x05                                   |        |
| 2012      | Casualty                  | Sheena Jourdan       | Episodio: «An Amateur Sport»                    |        |
| 2012      | Doctors                   | Grace Jacobs         | 4 episodios                                     |        |
| 2013      | Some Girls                | Gemma                | 2 episodios                                     |        |
| 2013      | El secuestro de Sophie    | Sophie Parker        | Película para televisión                        |        |
| 2014      | Moving On                 | Maya                 | Episodioː «Madge»                               |        |
| 2014      | Waterloo Road             | Gabriella Wark       | Papel principal (temporadas 9-10); 17 episodios |        |
| 2014      | Ripper Street             | Lily Timpson         | Episodio: «Heavy Boots»                         |        |
| 2015      | Crossing Lines            | Ellie Delfont-Bogard | Papel principal (temporada 3)                   |        |
| 2015      | Stonemouth                | Grier Murston        | Miniserieː 2 episodios                          | [ 7 ]  |
| 2017–2019 | Jamestown                 | Jocelyn Woodbryg     | Papel principalː 24 episodios                   |        |
| 2018      | Un escándalo muy inglés   | Diana Stainton       | Miniserieː 2 episodios                          | [ 17 ] |
| 2020      | Endeavour                 | Dr Naomi Benford     | Episodioː «Oracle»                              |        |
| 2020      | Flack                     | Maddy                | Episodioː «Duncan»                              |        |
| 2022      | The Serpent Queen         | Ana de Pisseleu      | Papel recurrente; 8 episodios                   | [ 18 ] |
| 2022      | La materia oscura         | Death Lyra           | Episodio: «Lyra y su Muerte»                    | [ 19 ] |
| 2023      | Partygate: The True Story | Cleo Watson          | Docudrama                                       | [ 20 ] |